# Віллазор
Віллазор (італ. Villasor, сард. Bidda Sorris) — муніципалітет в Італії, у регіоні Сардинія,  провінція Кальярі.
Віллазор розташований на відстані близько 410 км на південний захід від Рима, 25 км на північний захід від Кальярі.
Населення — 6969 осіб (2014).
Щорічний фестиваль відбувається 3 лютого. Покровитель — святий Власій.

## Демографія
Населення за роками:

Станом на 1 січня 2023 року в муніципалітеті офіційно проживало 217 іноземців з 34 країн, серед них 28 громадян країн Євросоюзу та 6 громадян України.

## Сусідні муніципалітети
- Дечимоманну
- Дечимопутцу
- Монастір
- Нурамініс
- Сан-Сперате
- Серраманна
- Валлермоза
- Віллачідро